# 進級
進級（しんきゅう）とは
1. 書道、珠算などの認定試験等で級が上がること。また、段位が上がることも進級という。
2. 軍隊など階級によって順位がある組織の中で、上の階級に進むこと。昇級または昇進と同義。
3. 学校教育などに於いてその学年の課程を修了し、次の学年に進むこと。　本稿では下記に記す。

## 進級の認定
各学年の課程の修了の認定は、児童・生徒の平素の成績を評価して行う。成績の評価を実際に行うのは日常、児童・生徒の指導にあたる教員であるが、最終的に課程の修了の認定を行ない、進級の可否を決定するのは校長である（学校教育法施行規則第27条、第55条、第65条の10、第65条、第73条の14、第73条の16第2項）。なお認定の基準については、市町村教育委員会の規則で規定されることがある。
- 課程修了の認定は本来校長の権限に属するので、県教育委員会が市町村教育委員会の所管する学校について、1年間の総授業数を定め、その3分の2以上授業を受けたものについて課程の修了を認める旨の規則を定めるのは適当ではない（昭和28年3月12日付け委初第28号　文部省初等中等教育局長回答）。

日本では、行方不明になっている児童生徒に対しても、学年末に進級がなされる場合がある（「年齢主義と課程主義」も参照）。

## 進級の時期
各学年の課程の修了は、学年の終わりに認定すべきであって、学年の中途で学力の認定を行ない、上級学年に進級させることはできない（昭和29年10月19日付け雑初第356号 文部省初等中等教育局長回答)。